# Ashton Carter
Ashton Baldwin Carter, detto Ash (Filadelfia, 24 settembre 1954 – Boston, 24 ottobre 2022), è stato un politico statunitense, segretario della difesa sotto l'amministrazione Obama dal 2015 al 2017.
In occasione del mese dell'orgoglio LGBT del 2016, ha indirizzato un messaggio ufficiale di apprezzamento per il ruolo svolto dai civili e militari della comunità LGBT al servizio degli Stati Uniti, auspicando un loro pieno riconoscimento giuridico all'interno della gerarchia delle Forze Armate e dell'amministrazione della difesa.
In modo simile, l'anno precedente aveva anticipato l'introduzione da parte del presidente Obama di un divieto di discriminazione in base al genere valido sia per i militari in servizio che per le nuove reclute.